# Indre Osterfjorden
60°41′28″N 5°43′23″Ø / 60.69111°N 5.72306°Ø
Indre Osterfjorden er en del af fjordsystemet omkring øen Osterøy, og ligger på nordsiden af øen, i Osterøy og Vaksdal kommuner i Vestland fylke i Norge. Fjorden er omkring 7 km lang, og går mod øst; Den skifter navn til Eidsfjorden hvor fjorden drejer nordøstover. Medregnet Eidsfjorden er fjorden 12 km lang. Omkring to kilometer vest for indløbet til Eidsfjorden kommer Veafjorden op fra syd. 
Fjorden har indløb i vest ved Vassneset, det nordligste punkt på Osterøy, og går først mod sydøst til Grøssvikvågen, en 1,5 km lang bugt ved Grøssviki. Herfra svinger fjorden nordøstover og så mod sydøst igen omkring Sverrestuven, et aflangt højdedrag på 298 moh. Øst for Sverrestuven stikker næsset Klubben ud i fjorden fra nord, og her kommer Veafjorden op fra syd. Fjorden fortsætter mod øst, forbi Kallandsklubben i syd til Bylgjaneset og Hesjedalsfossen, hvor Eidsfjorden fortsætter videre nordøstover til Eidslandet.